# 박문수어사 외 고문서
박문수어사 외 고문서는 대한민국 충청남도 천안시 동남구에 있다. 1995년 5월 10일 천안시의 향토문화유산 제27호로 지정되었다.

## 개요
고령박씨 종중의 고문서이다.